# Hugo den vite
Hugo den vite eller Hugo den store, född omkring 895, död 16 juni 956, son till kung Robert I av Frankrike, var en frankisk hertig. Han var greve av Paris 923-956 och "Frankernas hertig" från 936.
Han var son till kung Robert I av Frankrike och genom sitt äktenskap med Hedvig av Sachsen lyckades han bli besläktad med såväl det engelska kungahuset som med de tyska kejsarna. Sedan han av Rudolf av Burgund erhållit Main och en del av Picardie i förläning, behärskade Hugo större delen av landet mellan Seine och Loire. Hugo grundlade den capetingiska familjens maktställning.
Genom att befrämja Ludvig IV:s och Lothars tronbestigningar vann han fördelar, och i striden med Ludvig visade han sig som dennes överman. Under sitt sista levnadsår kom Hugo även i besittning av hertigdömet Burgund.
Hugo blev far till sonen Hugo Capet, som var kung av Frankrike 987–996 och dottern Emma (född 943, död 968), som var gift med hertig Rikard I av Normandie.